# Yohan Demoncy
Yohan Demoncy (Gonesse, 7 aprile 1996) è un calciatore francese, centrocampista dello Stade Reims.

## Carriera
Cresciuto nel settore giovanile del Paris Saint-Germain, nel 2014 viene promosso nella squadra riserve di cui pochi anni dopo diventa capitano; il 25 giugno 2016 firma il suo primo contratto professionistico con il club parigino.
Nel gennaio 2018 viene prestato all'Orléans fino al termine della stagione; debutta fra i professionisti il 9 febbraio in occasione dell'incontro di Ligue 2 contro il Niort dove realizza la 91' la rete del definitivo 3-2. Terminata la stagione viene acquistato a titolo definitivo dal club giallorosso.
Nelle successive tre stagioni si ritaglia un ruolo da titolare nel centrocampo dell'Orléans collezionando complessivamente 109 presenze fra campionato e coppe con tre reti all'attivo.
Il 1º luglio 2021 passa a titolo definitivo al Paris FC, con cui firma un triennale.

## Statistiche

### Presenze e reti nei club
Statistiche aggiornate al 21 dicembre 2021.
| Stagione                     | Squadra                      | Campionato                   | Campionato | Campionato | Coppe nazionali | Coppe nazionali | Coppe nazionali | Coppe continentali | Coppe continentali | Coppe continentali | Altre coppe | Altre coppe | Altre coppe | Totale | Totale |
| Stagione                     | Squadra                      | Comp                         | Pres       | Reti       | Comp            | Pres            | Reti            | Comp               | Pres               | Reti               | Comp        | Pres        | Reti        | Pres   | Reti   |
| ---------------------------- | ---------------------------- | ---------------------------- | ---------- | ---------- | --------------- | --------------- | --------------- | ------------------ | ------------------ | ------------------ | ----------- | ----------- | ----------- | ------ | ------ |
| 2013-2014                    | Paris Saint-Germain 2        | CFA                          | 1          | 0          |                 | -               | -               |                    | -                  | -                  |             | -           | -           | 1      | 0      |
| 2014-2015                    | Paris Saint-Germain 2        | CFA                          | 7          | 0          |                 | -               | -               |                    | -                  | -                  |             | -           | -           | 7      | 0      |
| 2015-2016                    | Paris Saint-Germain 2        | CFA                          | 19         | 1          |                 | -               | -               |                    | -                  | -                  |             | -           | -           | 19     | 1      |
| 2016-2017                    | Paris Saint-Germain 2        | CFA                          | 24         | 3          |                 | -               | -               |                    | -                  | -                  |             | -           | -           | 24     | 3      |
| 2017-gen. 2018               | Paris Saint-Germain 2        | N2                           | 13         | 0          |                 | -               | -               |                    | -                  | -                  |             | -           | -           | 13     | 0      |
| Totale Paris Saint-Germain 2 | Totale Paris Saint-Germain 2 | Totale Paris Saint-Germain 2 | 64         | 4          |                 | -               | -               |                    | -                  | -                  |             | -           | -           | 64     | 4      |
| 2019-2020                    | Orléans 2                    | N3                           | 1          | 0          |                 | -               | -               |                    | -                  | -                  |             | -           | -           | 1      | 0      |
| gen.-giu. 2018               | Orléans                      | L2                           | 13         | 1          | CF+CdL          | 0               | 0               |                    | -                  | -                  |             | -           | -           | 13     | 1      |
| 2018-2019                    | Orléans                      | L2                           | 32         | 0          | CF+CdL          | 5+3             | 0+1             |                    | -                  | -                  |             | -           | -           | 40     | 1      |
| 2019-2020                    | Orléans                      | L2                           | 20         | 0          | CF+CdL          | 2+2             | 0               |                    | -                  | -                  |             | -           | -           | 24     | 0      |
| 2020-2021                    | Orléans                      | N                            | 30         | 1          | CF              | 2               | 0               |                    | -                  | -                  |             | -           | -           | 32     | 1      |
| Totale Orléans               | Totale Orléans               | Totale Orléans               | 95         | 2          |                 | 14              | 1               |                    | -                  | -                  |             | -           | -           | 109    | 3      |
| 2021-2022                    | Paris FC                     | L2                           | 10         | 0          | CF              | 2               | 0               |                    | -                  | -                  |             | -           | -           | 12     | 0      |
| Totale carriera              | Totale carriera              | Totale carriera              | 170        | 6          |                 | 16              | 1               |                    | -                  | -                  |             | -           | -           | 186    | 7      |